# Tresta-Wesoła
Tresta-Wesoła, Tresta Wesoła, Tresta i Wesoła – od 1998 część Żarnowa w Polsce, położonego w województwie łódzkim, w powiecie opoczyńskim, w gminie Żarnów. Leży na południowych obrzeżach Żarnowa, wzdłuż ul. Wesołej; typowa ulicówka.
Znajduje się tu cmentarz żydowski w Treście.

## Historia
Tresta i Wesoła to dawne wsie. W latach 1867–1954 należały do gminy Topolice w powiecie opoczyńskim, początkowo w guberni kieleckiej, a od 1919 w woj. kieleckim. Tam 4 listopada 1933 weszły w skład gromady o nazwie Tresta w gminie Topolice, składającej się ze wsi Tresta, kolonii Tresta i wsi Wesoła. 1 kwietnia 1939 wraz z resztą powiatu opoczyńskiego gromada została włączona do woj. łódzkiego.
Podczas II wojny światowej gromadę, już pod nazwą Tresta-Wesoła, włączono do Generalnego Gubernatorstwa (dystrykt radomski, powiat tomaszowski), nadal w gminie Topolice. Gromada Tresta Wesoła w 1943 roku liczyła 212 mieszkańców. Po wojnie początkowo w województwie łódzkim, a od 6 lipca 1950 ponownie w województwa kieleckim, jako jedna z 23 gromad gminy Topolice w reaktywowanym powiecie opoczyńskim (powrócono też do nazwy Tresta)
W związku z reformą znoszącą gminy jesienią 1954 roku, gromadę Tresta włączono do nowo utworzonej gromady Żarnów. 1 stycznia 1956 gromada weszła w skład nowo utworzonego powiatu przysuskiego w tymże województwie, która przetrwała do końca 1972 roku, czyli do kolejnej reformy gminnej.
1 stycznia 1973 Tresta Wesoła weszła w skład nowo utworzonej gminy Żarnów. W latach 1975–1998 należała administracyjnie do województwa piotrkowskiego.
Miejscowość zniesiono 21 grudnia 1998, włączając ją do Żarnowa. Wraz z nadaniem Żarnowowi statusu miasta 1 stycznia 2024 stała się obszarem miejskim.